# Grapfontaine
Grapfontaine (en wallon Grapfontinne) est une section de la ville belge de Neufchâteau située en Région wallonne dans la province de Luxembourg.
C'était une commune à part entière avant la fusion des communes de 1977.
Du régime français au 31 décembre 1837, Grapfontaine fit partie de la défunte commune de Straimont -Grapfontaine.
On y trouve un observatoire astronomique public, l'observatoire Centre Ardenne.

## Géographie

### Localités
Grapfontaine, Harfontaine, Hosseuse, Montplainchamps, Nolinfaing et Warmifontaine.

## Évolution démographique
- Source: DGS, 1831 à 1970=recensements population, 1976= habitants au 31 décembre

## Histoire
Le village est représenté sur la Carte d'Arenberg de la Prévôté de Neufchâteau en 1609. Il compte alors 10 maisons. Une croix s'élève à proximité, au carrefour entre Montplainchamps et Grapfontaine.
La graphie de 1609 est identique à la graphie actuelle.
En 1628, onze familles sont recensées à Grapfontaine.
Le 31 décembre 1837, Grapfontaine intègre les villages de Harfontaine, Hosseuse, Montplainchamps, Nolinfaing, et Warmifontaine (démembrés de la commune de Straimont-Grapfontaine).
Lors de la Première Guerre mondiale, le village fut au cœur des combats de Neufchâteau du 22 août 1914. À l'issue de ces combats, des soldats français blessés y furent massacrés et les civils eurent à subir de graves sévices.
Pendant la Seconde Guerre mondiale, le 11 mai 1940 (lendemain du déclenchement de la campagne des 18 jours), également dans le cadre de combats pour Neufchâteau, Grapfontaine est prise par les Allemands du Panzer-Regiment 2 et du Kradschützen-Bataillon 1, unités de la 1re Panzerdivision qui a pour objectif de traverser la Meuse à Sedan.